# François Coppée
François (egentligen Francis) Édouard Joachim Coppée, född den 12 januari 1842 i Paris, död där den 23 maj 1908, var en fransk skald.
Coppée blev tidigt tjänsteman i krigsministeriet, men använde alla lediga stunder till studier och versskrivning. Han utarbetade sålunda sin poetiska stil till en raffinerad formfulländning och smidighet, som i förening med den tämligen blaserade och smäktande tonen i hans första diktsamlingar, Le reliquaire (1866) och Intimités (1868), smakade av affektation och gjorde honom till en beundrad medlem av skaldegruppen "Parnassiens". 
Hans stil blev naturligare, på samma gång som hans egenart bröt sig väg, när han valde enkla motiv för berättande och skildrande poem om enkla människors, småborgares och kroppsarbetares, fröjder och lidanden. Han förstod att hos dem uppspåra drag av vacker mänsklighet och att väcka varm medkänsla för livets vanlottade. Samlingar av sådana Coppées dikter är bland andra Poèmes modernes (1869; däri förekom det realistiskt kraftiga deklamationsstycket La grève des forgerons, "Strejken", översatt till svenska av Göran Björkman, 1897), Les humbles (1872), Contes en vers (1881) och Arrière-saison (1887). 
På det dramatiska området debuterade han lyckligt med ett enaktsdrama i versform, Le passant (1869, många upplagor; "Förbi", 1880), på vilket följde flera liknande, bland annat det intagande Le luthier de Crémone (1877; "Instrumentmakaren i Cremona", översatt av Ernst Lundquist, 1878) och Le trésor (1880; "Skatten", samma år, översatt av Frans Hedberg), de större versdramerna Madame de Maintenon (1881), Severo Torelli (1883; översatt  av Harald Molander, 1885), Les jacobites (1885; "Under Stuarts fana", 1894, översatt av  Lundquist) och Pour la couronne (1895; "För kronan", översatt av Carl Snoilsky, 1896) samt en liten scen från Pariskommunen, Le pater (1889; "Pater-noster", 1891, översatt av Lundquist), vars uppförande förbjöds i Paris. 
Coppées romantiska dramer är skickligt disponerade och glansfullt skrivna; vältaliga tirader finns där gott om. Även som prosaberättare har han vunnit mycken framgång, i synnerhet med älskvärt hållna novellsamlingar, bland andra Contes en prose (1882; "Nya utvalda berättelser", 1884), Contes rapides (1888), Longues et brèves (1893; "Novell och novellett", 1894) och Les vrais riches (1892; "Verkligt rika", 1904). 
Han utmärkte sig särskilt i genretavlor och idyller från sin födelsestad Paris mera stilla, undangömda delar och landskapliga omgivningar, som han kände förtroget och tecknade fint som få; inte sällan blev han dock därvid känslosam eller snuddade för nära vid det triviala. Coppée förde ständigt hederns, pliktens, arbetets, försakelsens och ärbarhetens talan samt hatade penningväldet. Skildringen Toute une jeunesse (1890; "Ungdomsdagar", samma år) är självbiografisk och Le coupable (1897; "Hvems är skulden?", samma år) en med ganska mycken kraft skriven kriminalroman. 
Coppée, som efter 1870–1871 års krig hade tjänstgjort vid senatens bibliotek, var 1878–1884 arkivvårdare vid Théâtre français och invaldes 1884 i Franska akademien. Hans gamla förakt för politiken som karaktärsfördärvande tog så småningom formen av ovilja mot demokratin och förde honom över till den klerikalt färgade högern. I La bonne souffrance (1898; 75 upplagor samma år) skildrar den efter en svår sjukdom tillfrisknade diktaren sin återomvändelse till katolska tron. 
Samtidigt blev han anhängare av nationalistpartiets häftigaste fraktion och gjorde sig som sådan bemärkt såväl under Dreyfusprocessen som senare. Diktsamlingen Des vers français (1906) visade honom fortfarande som mästare i den poetiska berättelsen. Hans samlade arbeten utgavs i två illustrerade upplagor på 1880- och 1890-talen.